# Crucellisporiopsis
Crucellisporiopsis is een geslacht van schimmels uit de familie Lachnaceae.

## Soorten
Volgens Index Fungorum telt het geslacht vier soorten (peildatum april 2022):
| Soortnaam                       | Auteur(s)                | Publicatiejaar |
| ------------------------------- | ------------------------ | -------------- |
| Crucellisporiopsis cymbionoides | Nag Raj                  | 1983           |
| Crucellisporiopsis gelatinosa   | Nag Raj                  | 1983           |
| Crucellisporiopsis marquesiae   | Crous                    | 2014           |
| Crucellisporiopsis prolongata   | Brub., Rawla & R. Sharma | 1984           |